# Pero Radicic
Pero Radicic (* 28. Januar 1972 in Wien, Österreich) ist ein Schweizer Schauspieler kroatisch-serbischer Herkunft.

## Leben
Radicic wurde in Österreich geboren. Er wuchs mit Deutsch, Kroatisch und Serbisch als Muttersprachen auf. Er absolvierte seine Schauspielausbildung von 1998 bis 1999 am Lee Strasberg Institute in New York City, anschließend von 1999 bis 2000 am Neighborhood Playhouse in New York. Während seiner Ausbildung spielte er in New York Theater, u. a. am Samuel Beckett Theatre und am Pantheon Theatre; dort spielte er den Stabshauptmann Soljony in Drei Schwestern.
Nach seiner Ausbildung kehrte er nach Europa zurück, wo er sich in Berlin niederließ. Dort spielte er an kleineren Berliner Bühnen Theater, u. a. am Windspieltheater Berlin (2001) und am Theater im Kino (TiK), Berlin. Von 2001 bis 2004 war er mit dem Stück Klassenfeind von Nigel Williams auf einer bundesweiten Theatertournee. Radicic spielte Fetzer, den Ober-Macho und Klassen-Boss. Im Dezember 2002 trat er am ACUD-Theater in Berlin als Rosenverkäufer Sad in dem dramatischen Monolog Dreck des österreichischen Autors Robert Schneider auf. Weitere Engagements folgten am Theaterforum Kreuzberg (2003; als Kinesias in Lysistrate), in der Brotfabrik (2004; als Baylor in Lügengespinst von Sam Shepard) und im Saalbau Neukölln (2005; als Antagonist in Kerosin von Nicolai Borger). Mehrfach trat er an der Berliner Tribüne auf. 2004 verkörperte er dort den Marco in Arthur Millers Schauspiel Ein Blick von der Brücke; 2006 folgte, unter der Regie von Falk Richter, die Titelrolle in einer Bühnenfassung des Films Birdy. Im Oktober 2007 trat er im Hebbel am Ufer als Tabernero in der Zarzuela La verbena de la paloma auf. 2013 stand Radicic, nach langer Theaterabstinenz, wieder auf der Bühne. Am Theaterhaus Mitte in Berlin spielte er die Rolle des Dr. Morrison in dem Theaterstück Die Hölle wartet nicht von Michael Cooney. Im Dezember 2014 spielte den Jago in Shakespeares Othello am Turbine Theater in Langnau am Albis, Kanton Zürich.
Radicic arbeitet seit Beginn seiner Schauspielkarriere auch für Film und Fernsehen. Hierbei spielte er, aufgrund seiner Herkunft und Sprachkenntnisse, oft Figuren, deren ethnische Wurzeln auf dem Balkan und in Südosteuropa sind. Dabei wurde er häufig auf den Typus des Gangsters, Gauners, Unterweltmanns oder Dealers festgelegt. Nach der Mitwirkung in einigen Kurzfilmen und Hochschulfilmen spielte er 2005 eine Nebenrolle als Gangster in der Gauner- und Verwechslungskomödie Balkanserenade II - Der Serbische Bohneneintopf. In dem Fernsehfilm Europas letzter Sommer von Bernd Fischerauer spielte Radicic den Anwalt, Strafverteidiger und SPD-Politiker Paul Levi, den späteren Mitbegründer des Spartakusbundes. In dem Schweizer Episodenfilm Nachtexpress (2012) von Alex E. Kleinberger spielte er den Kroaten Ivica.
In dem Tatort-Fernsehfilm Weihnachtsgeld war er im Dezember 2014 in einer Nebenrolle zu sehen. Er spielte den zwielichtigen Barkeeper und Bordellmitarbeiter Dragan.
Radicic hatte auch Episodenrollen u. a. in den Serien Anna und die Liebe (als russischer Geschäftspartner Roman), Die Rosenheim-Cops (2011; als freier Fotograf Florian Bachner, 2014; als Paparazzo Toni Kretschmer), Der Landarzt (2013; als Drogendealer Sascha Bold) und Verbotene Liebe (2014, als Gangster Marc „Mütze“ Decker).
Radicic ist Schweizer Staatsbürger; er besitzt außerdem die kroatische und die serbische Staatsangehörigkeit. Er lebt seit 2000 in Berlin.

## Filmografie (Auswahl)
- 2005: Balkanserenade II - Der Serbische Bohneneintopf (Kinofilm)
- 2011: Rendezvous in Belgrad (Praktican vodic kroz Beograd sa pevanjem i plakanjem) (Kinofilm)
- 2011: Die Rosenheim-Cops (Folge: Der Preis der Schönheit) Fernsehserie
- 2011: Anna und die Liebe (Fernsehserie)
- 2012: Nachtexpress (Kinofilm)
- 2012: Europas letzter Sommer und Wege zur Macht (Fernsehfilm)
- 2012: Babuschka (Kurzfilm)
- 2012: Hetzjagd (Kurzfilm)
- 2012: Auf Herz und Nieren (Fernsehserie)
- 2013: Der Landarzt (Folge: Zitterpartie); Fernsehserie
- 2014: 37 (Kinofilm)
- 2014: Die Rosenheim-Cops (Folge: Ein Star, ein Bild, ein Mord) Fernsehserie
- 2014: Verbotene Liebe (Fernsehserie)
- 2014: Tatort: Weihnachtsgeld (Fernsehfilm)
- 2015: V8 – Die Rache der Nitros (Kinofilm)
- 2018: SOKO Leipzig: Das Vogelmädchen (Fernsehserie, eine Folge)
- 2019: Drzavni sluzbenik (Fernsehserie)
- 2019: Tatort: Die ewige Welle (Fernsehreihe)
- 2023: SOKO Leipzig: Die heilige Agnes (Fernsehserie, eine Folge)
- 2024: SOKO Leipzig: Um ein Haar (Fernsehserie, eine Folge)